# Cementiri de Belianes

El Cementiri de Belianes és el nou cementiri de la població de Belianes, format per un recinte de planta rectangular tancat amb una porta d'accés d'estil barroc.

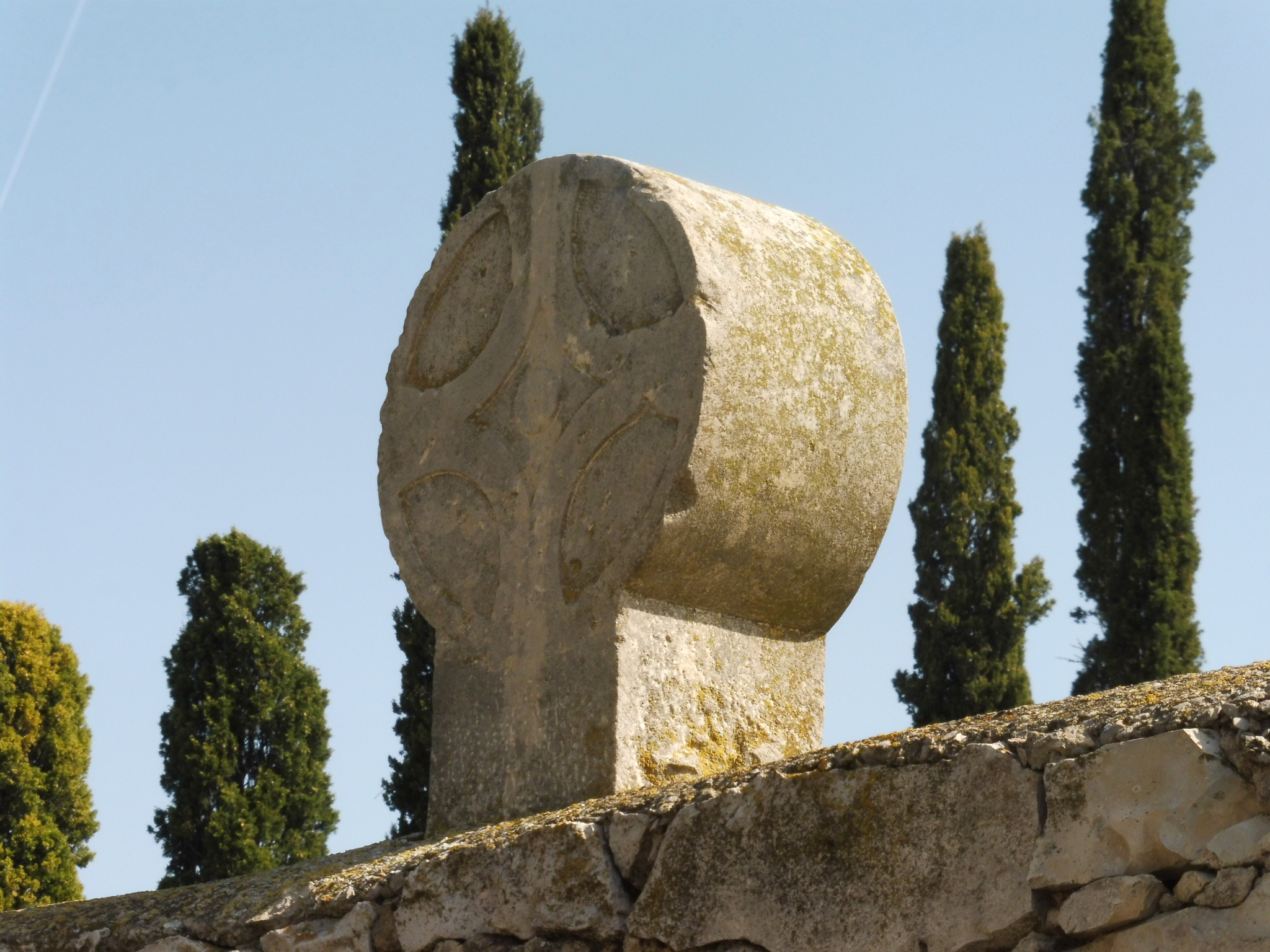
Una de les esteles discoïdals

 Al llarg del mur de la façana, a mode decoratiu s'hi ha adossat sis esteles funeràries discoïdals. Aquestes esteles són de la tipologia de cua d'oreneta, formades per un cos unit a un cap circular. El conjunt d'aquestes esteles és heterogeni perquè pertanyen a cronologies diverses i igualment el seu estat de conservació en general és prou bo si tenim en compte que estan constantment exposades a l'erosió de mitjans externs. Entre les esteles n'hi ha tres amb alts relleus de creus mercedàries als caps, que correspondrien a una cronologia pròpia entre els segles XIV-XVI. Una d'aquestes presenta el blasó de la casa Navés, una esquematització d'una nau que ocupa el disc buidat amb burí limitat per una simple orla circular. L'anvers és ornamentat per una creu astada de braços curvilinis amb un motiu central cruciforme molt deteriorat. N'hi ha una de molt malmesa que gairebé ha perdut tot rastre de decoració escultòrica al cap. També n'hi ha dues de cronologia moderna. En una hi ha la data de 1896 i una sexifòlia. Per acabar, hi ha una estela amb decoració geomètrica d'entrellaçats al seu interior.